# 鲁比 (南卡罗来纳州)
鲁比（英文：Ruby），是美国南卡罗来纳州下属的一座城市。城市类型是“Town”。其面积大约为2.47平方英里（6.39平方公里）。根据2010年美国人口普查，该市有人口360人，人口密度约为每平方 英里145.81人（约合每平方公里56.3人）。